# Potencial evocado auditivo de tronco encefálico
O potencial evocado auditivo de tronco encefálico, também conhecido como audiometria de tronco cerebral ou PEATE, é considerado um método de avaliação objetivo, que permite avaliar desde o nervo auditivo até o tronco encefálico e possibilita a constatação de anormalidades auditivas.
Trata-se de um exame no qual as respostas podem ser obtidas com o paciente sedado, dormindo, consciente, em coma e/ou sob anestesia geral que se tornou um instrumento importante na avaliação clínica e audiológica, já que, além das diversas possibilidades em que o procedimento pode ser aplicado, é também sensível e confiável para mensurar alterações na audição.,
O PEATE consiste no registro da atividade elétrica que ocorre no sistema auditivo, da orelha interna até o tronco, em resposta a um estímulo acústico e tem por objetivo principal identificar alterações no nervo auditivo e tronco encefálico e ainda estimar o limiar eletrofisiológico . O PEATE consiste em uma série de sete ondas que ocorrem nos primeiros 10 milissegundos após a estimulação acústica, sendo considerado um potencial evocado de curta latência (potencial de curta latência mais utilizado na prática clínica).
As sete ondas correspondem a atividade neuronal síncrona do sistema auditivo e apresentam um período de retardo sináptico de aproximadamente 1ms em cada sítio gerador. Uma das classificações mais aceitas atualmente foi descrita por Moller et al (1985), na qual são delineados os seguintes sítios geradores:
| Onda I        | Porção distal do nervo auditivo, próximo ao modíolo |
| Onda II       | Porção proximal do nervo auditivo, próximo ao tronco, com alguma participação da porção distal                                                                                          |
| Onda III      | Neurônios do núcleo coclear e algumas fibras nervosas que fazem conexão com este núcleo                                                                                                 |
| Onda VI       | Incerta, porém acredita-se que alguns neurônios do complexo olivar superior são os maiores envolvidos, contudo recebem a contribuição de fibras do núcleo coclear e do lemnisco lateral |
| Onda V        | Parece estar relacionada com a atividade do lemnisco lateral e do colículo inferior |
| Onda VI e VII | Colículo inferior |
| ------------- | --- |

Das sete ondas produzidas são analisadas somente as ondas I, III e V, por serem as mais proeminentes. A análise mais comumente utilizada no PEATE é a observação das latências absolutas, que corresponde ao tempo entre o início do estímulo e o aparecimento da resposta e intervalos interpicos das ondas I, III e V que corresponde ao tempo decorrido entre uma onda e outra. Os intervalos interpicos utilizados para análise são I-III, que representa a atividade do nervo auditivo ao núcleo coclear,  III-V que reflete a atividade do núcleo coclear ao lemnisco lateral e I-V que representa toda a atividade desde o nervo auditivo até o tronco encefálico. Com este potencial auditivo, é possível verificar a integridade da via auditiva por meio da visualização das principais ondas e do estudo de suas latência
Esse método de avaliação permite obter a atividade eletrofisiológica do sistema auditivo e tem o seu registro por meio de eletrodos posicionados na região frontal e lateral encefálica. O estímulo sonoro chega até o paciente por meio de fones de inserção ou fones auriculares. Para esse exame, o paciente deve estar dormindo ou relaxado.
Para a verificação da integridade de via auditiva, é utilizado uma intensidade fixa, geralmente 80 dBNA (decibel nível de audição), para a observação das ondas I, III e V. Já para a pesquisa do nível mínimo de audição a intensidade do estímulo é reduzida, progressivamente, até encontrar a menor intensidade em que onda V aparece por via aérea (VA).
Dentre as principais aplicações clínicas deste potencial tem-se a determinação do nível mínimo de resposta auditiva em neonatos e em crianças difíceis de serem avaliadas por meio de procedimentos audiológicos convencionais, além de auxiliar na caracterização do tipo de perda auditiva, na localização topográfica da lesão em nervo auditivo ou em tronco encefálico, na monitorização de cirurgias de fossa posterior e monitorização de pacientes em Centro de Terapia Intensiva (auxiliando na avaliação do grau do coma e morte encefálica).

## PEATE em menores de 18 meses
A audição é um dos sentidos fundamentais para o ser humano, pois é por meio dela que se desenvolve a habilidade da comunicação. O diagnóstico das alterações auditivas aos três meses e intervenção precoce permite que a criança apresente adequado desenvolvimento global quando comparado a crianças sem alterações auditivas. Além de o desenvolvimento de linguagem ser significativamente melhor quando há a identificação precoce de perda auditiva e quando a intervenção ocorre até os seis meses de idade da criança. 
A Triagem Auditiva Neonatal (TAN) possibilita a detecção de alterações auditivas e posterior intervenção em um período precoce. O teste é simples, rápido e não invasivo e deve ser realizado nos primeiros dias de vida do neonato e no máximo no primeiro mês de vida. Se for detectada alguma alteração, devem ser realizados outros procedimentos para avaliação audiológica, como a utilização PEATE. 
O PEATE tem como objetivos principais identificar alterações no nervo auditivo e tronco encefálico além de estimar o limiar auditivo eletrofisiológico. Autores relatam que o PEATE sofre influência da maturação auditiva e que os achados deste em crianças nos primeiros meses de vida podem diferir das crianças a partir dos 18 meses. 

### Efeitos da idade
Observam-se mudanças importantes nas latências das ondas dos PEATE em função do processo de maturação das vias auditivas de tronco encefálico, que continua a ocorrer após o nascimento. Essas mudanças ocorrem nos recém-nascidos a termo e, principalmente, no recém-nascido prematuro. Durante o primeiro ano de vida, mudanças significativas continuam ocorrendo nas latências dos potenciais e mudanças discretas ocorrem no limiar eletrofisiológico. Até o final do segundo ano de vida em crianças nascidas a termo, os valores de latência e limiares comparam-se aos do adulto. 
A maturação do sistema auditivo ocorre em duas fases, primeiramente ocorre na vida intrauterina até por volta do sexto mês de gestação quando há a maturação das vias auditivas periféricas e até os 18 meses de idade quando há a maturação das vias auditivas do sistema nervoso central até o tronco encefálico.As latências absolutas diminuem com o avanço da idade atingindo a maturidade por volta dos dois meses para a onda I e 18 meses para a onda V.As medidas de latência das ondas do PEATE tiveram uma correlação inversa com a idade, uma vez que com o passar dos meses foi verificada uma diminuição nos valores de latência.

### Crianças Nascidas Atermo
Um recém-nascido a termo tem onda V com latência ao redor de 7,0ms e no registro aparecem somente as ondas I e V. Com três meses de idade nota-se que a onda III já está presente. Entre um ano e um ano e meio de idade os resultados dos potenciais evocados são iguais aos obtidos em adultos. Os critérios de normalidade do limiar eletrofisiológico em crianças diferem em função da idade. Em crianças com quatro meses de idade, o limiar eletrofisiológico esperado é de 20dB. 

### Crianças Nascidas Pré-termo
As respostas obtidas em crianças são influenciadas pela maturação auditiva. Em neonatos pré-termo deve-se utilizar parâmetros diferentes dos considerados para os a termo. A análise dos resultados dos PEATE em crianças não deve ser somente em relação ás respostas morfológica das ondas e os parâmetros de latências, mas também deve-se considerar as mudanças de respostas de acordo com o crescimento da criança. O tempo de condução central, representado pelo intervalo interpico I-V, é muito aumentado nas crianças pré-termo. Ponderaram que tal fenômeno é relacionado com a maturação das vias auditivas ao nível do sistema nervoso central, principalmente a mielinização das fibras auditiva que é incompleta. 

## PEATE em maiores de 18 meses
O PEATE, enquanto um exame objetivo, registra a atividade elétrica (impulsos) geradas a partir de um estímulo sonoro dentro de todo o sistema auditivo, avaliando a funcionalidade do nervo e do tronco encefálico. Desta forma, é utilizado para complementar outros exames audiológicos durante a rotina clínica, auxiliando para um diagnóstico diferencial.  Como resultado dessas atividades elétricas são geradas sete ondas nomeadas com algarismos romanos, sendo a I, III e V as principais com valores de amplitude maiores, ou seja, mais visíveis, sendo as estruturas correspondentes na onda I a porção distal do nervo auditivo, a onda III aos núcleos cocleares e a onda V o lemnisco lateral.
De acordo com o tempo após a apresentação do estímulo e o surgimento da resposta (latência), torna-se possível classificá-lo como um exame de curta latência, por ser registrado nos primeiros 10ms. É importante ressaltar que depois o nervo despolariza (latência da onda I), existe a latência absoluta em torno de 1ms para registrar a próxima onda, além de entender que o conceito de janela é o período em milissegundos em que consigo visualizar resposta após a apresentação de um estímulo, sendo esses 10ms em indivíduos maiores de 2 anos.
Para a realização deste exame, na maioria das vezes é utilizado o estímulo clique (1 a 4KHz), por conseguir abranger uma maior quantidade de fibras devido ao amplo espectro de frequência. Entretanto, quando queremos obter respostas específicas de cada faixa de frequência deve ser usado o estímulo tone burst (500 a 6KHz).
A análise do PEATE começa a partir da observação da reprodutibilidade das ondas inicialmente na intensidade de 80 dB nHL por ser a intensidade possível de visualizar as três principais ondas em uma audição normal, assim, verificamos os valores de latência e latência absoluta, amplitude das ondas e intervalos interpicos. 
Vale lembrar que as crianças com até 18 meses apresenta diferentes valores devido ao processo maturacional do Complexo Olivar Superior não estar finalizado. A partir desta idade, com esse processo maturacional completo, os valores são semelhantes à de um adulto.  Portanto, dentro da normalidade encontramos valores de latência por volta de 1,50 ms e 1,68 ms na onda I, de 3,50 ms e 3,80 ms na onda III e na onda V 5,50 ms e 5,64 ms, obtendo um intervalo interpicos das ondas I-III e III-V de 2,0 ms, e I-V de 4,0 ms aproximadamente.
Já em casos que apresentam ausência de resposta na intensidade inicial de 80 dB nHL, torna-se necessário aumentar a intensidade do estímulo em 10 dB nHL para fazer a análise da integridade dessa via auditiva, não podendo ultrapassar o limite de 99 dB nHL, na tentativa de observar ao menos a onda V. 

## PEATE em idosos
O PEATE é um método de avaliação audiológica de curta latência, não invasivo, objetivo, e simples, pode ser realizado em todas faixas etárias  e detecta a atividade elétrica (resposta eletrofisiológica) gerada pelo sincronismo das estruturas da via auditiva, desde o nervo auditivo, até o tronco encefálico.
É um teste considerado objetivo, pois independentemente da quantidade de vezes que se realiza o exame em um mesmo indivíduo, não há diferença significativa em seus resultados de latência, pois são marcadas por temporalidade.
Com relação ao registro do exame, observa-se principalmente um conjunto de  cinco ondas, sendo cada uma delas a representação de uma região cerebral, e são anotadas por números romanos. Para a análise dos resultados são considerados os valores de latência absoluta das ondas I, III, e V, sendo a onda V a mais importante clinicamente, pois tem maior amplitude é a mais consistente, e também a única onda observada próxima ao limiar de audição do indivíduo.  
Estudos demonstram que aspectos relacionados à idade, sexo e estado hormonal interferem nos resultados do PEATE, sendo observados geralmente um aumento na latência das ondas. Entretanto, alguns estudos não demonstraram estes resultados, tornando esta uma área que necessita ser mais explorada.
Diversos são os estudos realizados com a temática exploratória dos resultados obtidos no PEATE em idosos. Entretanto, estes apresentam os mais diversos resultados.
Uma pesquisas realizada sobre o PEATE em idosos com e sem presbiacusia (perda de audição relacionada ao envelhecimento) comparou as latências absolutas das ondas I e V e dos intervalos I-III, I-V, e III-V encontradas nessa população, com as de indivíduos jovens. Como resultado obteve-se latência das ondas I e V maiores em indivíduos com presbiacusia, demonstrando que esta pode ter uma etiologia periférica. Corroborando com este estudo, evidenciaram,que a presbiacusia é descrita no PEATE como aumento dos limiares eletrofisiológicos, aumento das latências e/ou diminuição da amplitude das ondas tanto em humanos quanto em animais.
Entretanto, alguns autores apontam que o fator idade influencia na latência dos componentes dos potenciais evocados auditivos, havendo aumento da mesma com o envelhecimento, mesmo na ausência de alteração neurológica. Com o envelhecimento do organismo, ocorrem diversas modificações estruturais no nervo auditivo, tronco encefálico e no lobo temporal.
A degeneração das células retrococleares associa-se com a perda da sincronia nas vias auditivas centrais. Estas podem ser demonstradas pela alteração de processamento auditivo, e pelo envolvimento cognitivo, acarretando em dificuldades na aprendizagem, atenção, memória e cognição. Essas alterações são caracterizadas principalmente pela diminuição da quantidade e tamanho de neurônios presentes na região auditiva do TE.
Estudos apontam que idosos com sistema auditivo periférico íntegro podem apresentar dificuldades no processamento de informações do tipo verbal e/ou não verbal, em função a uma assimetria cerebral que influencia na transferência inter-hemisférica da informação. No estudo de Jerger e Hall (1980), os autores verificaram um aumento na latência absoluta da onda V e consequentemente no interpico I-V em indivíduos idosos.
Portanto, encontra-se na literatura diversos achados no PEATE de idosos, desde o aumento da latência absoluta da onda V (cerca de 0,2ms) e uma diminuição da amplitude da onda V, até um atraso na latência absoluta de todos os componentes do PEATE abordado por Munhoz et al. (2003).
Estas diversidades de resultados presente no PEATE em indivíduos idosos poderia justificar-se como efeito da degeneração da via auditiva no tronco encefálico, nela pode-se encontrar desde uma atrofia do nervo auditivo no giro basal da cóclea consequente de perda auditiva periférica que levaria a alterações nas primeiras ondas do PEATE, até um atraso na transmissão sináptica, redução de neurônios e mudança na permeabilidade da membrana neuronal podendo acarretar tanto um atraso nas latências absolutas como uma diminuição das amplitudes das ondas que compõem o PEATE. Além disso, Para Anias et al. as controvérsias identificadas na literatura podem ser decorrentes aos diferentes critérios de seleção dos indivíduos para estudo, particularmente em relação ao estado de saúde, critérios de seleção auditiva, sexo, e unidade de estímulo utilizada.

## História
Os primeiros relatos de PEATE foram registrados por Sohmer e Feinmesser (1967). Em 1971, Jewett e Willston observaram respostas boas e robustas na avaliação do PEATE e as classificaram como respostas oriundas da região do tronco encefálico.

## Aplicabilidade
A aplicabilidade do PEATE é diversificada por se tratar de um procedimento que pode ser utilizado com mais de uma finalidade e em diferentes idades.
Os profissionais aptos para execução deste exame são fonoaudiólogos ou otorrinolaringologistas capacitados para tais funções.
Algumas das aplicações clínicas são:
- Detecção de tumores do nervo acústico;
- Detecção de lesões do tronco encefálico;
- Monitorização cirúrgica;
- Auxílio no diagnóstico de morte encefálica;
- Identificação da neuropatia auditiva;
- Avaliação da maturação do sistema auditivo central em neonatos;
- Diagnóstico do tipo de perda auditiva[59].

## Indicações
Entenda os principais tipos de PEATE e suas indicações:

### Modalidade triagem

#### PEATE automático (PEATE-a)
Avaliação que integra o programa de Triagem Auditiva Neonatal Universal (TANU). Utilizado para identificar alterações auditivas, incluindo alterações retrococleares.
Trata-se de um instrumento de triagem, não podendo ser utilizado com fins diagnósticos, ou seja, determinar o tipo, o grau e a configuração da alteração auditiva.        
É um instrumento normalmente utilizado em recém nascidos com até 30 dias de vida.

### Modalidade diagnóstico

#### PEATE clique

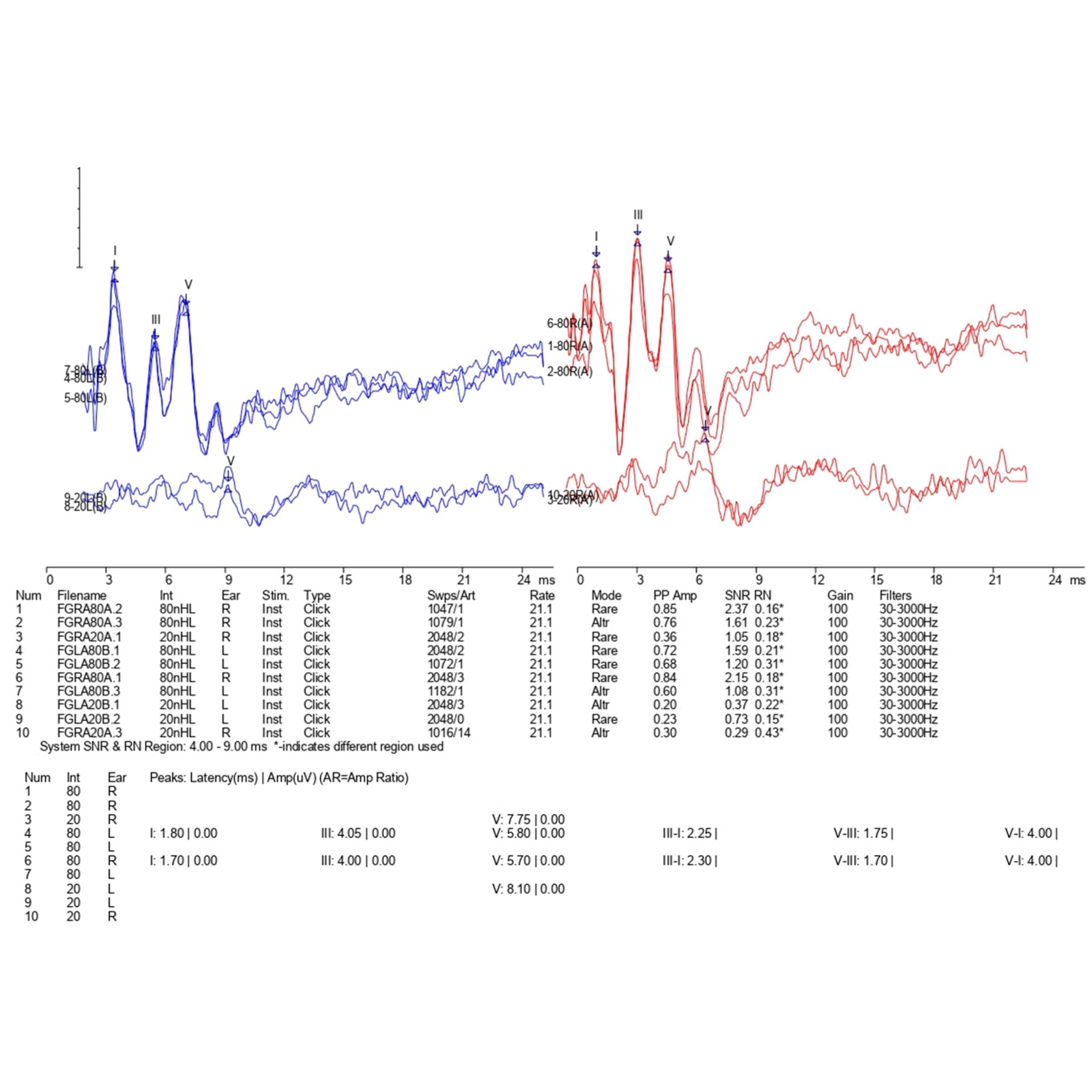
Registro do Potencial Evocado Auditivo de Tronco Encefálico (PEATE)

Um dos potenciais mais utilizados na prática clínica. Isto porque pode ser utilizado em todas as idades, do indivíduo recém nascido ao idoso.
Sua aplicação principal é a pesquisa de integridade das vias auditivas, ou seja, a análise da condução do estímulo acústico desde o nervo coclear até o tronco encefálico.
Quando os estímulos sonoros são apresentados a orelha do paciente, os potenciais neuroelétricos são captados por meio de eletrodos, gerando os registros no computador. Tal registro é composto por sete ondas e ocorrem nos primeiros 10 milissegundos após a apresentação do som.
As ondas geradas, tão logo o estímulo sonoro é apresentado, são interpretadas por um examinador e posteriormente marcadas em algorítimos romanos. Cada uma das ondas possui um sítio gerador:
Onda I: porção distal do nervo auditivo.
Onda II: porção proximal do nervo auditivo.
Onda III: núcleos cocleares.
Ondas IV e V: lemnisco lateral superior ipsi e contralateral.
Por meio do PEATE clique,  também é possível a detecção de doenças como tumores no nervo auditivo ou caracterizar doenças desmielinizantes.

##### PEATE por frequência específica
Tem como objetivo principal determinar os limiares auditivos em crianças e lactentes, ou seja, avaliar por meio do PEATE se há perda auditiva e, quando houver determinar o seu grau. Trata-se de um método capaz de captar respostas em diferentes áreas da cóclea e, consequentemente, investigar a funcionalidade de regiões específicas da membrana basilar da cóclea.
Utilizado principalmente em crianças para concluir o diagnóstico audiológico infantil.

## Polaridade do estímulo acústico
A polaridade de um estímulo acústico refere-se à fase em que a onda sonora é apresentada pelo transdutor, sendo eles fones supra aurais ou de inserção, e pode ser de três tipos: rarefação (polaridade negativa), condensação (polaridade positiva) e alternada (polaridade negativa/positiva).
A maneira pela qual o sistema auditivo responde ao estímulo diferencia-se de acordo com a polaridade, em geral, a rarefação (polaridade negativa) provoca respostas mais precoces e tem sido a mais utilizada na prática clínica devido à maior sensibilidade diagnóstica quando comparada à polaridade de condensação.
Na maioria dos indivíduos, a polaridade de rarefação gera potenciais com menores latências, e com isso a movimentação da membrana basilar, na cóclea, desencadeia primeiramente um movimento ascendente nas estruturas do órgão de Corti despolarizando as células ciliadas. Na condensação no entanto, o movimento inicial do estribo ocorre para dentro, seguido de uma movimentação inversa à descrita anteriormente. Já na polaridade alternada (negativa/positiva) há uma combinação entre as polaridades de condensação e rarefação em apresentações subsequentes.

## Realização do procedimento

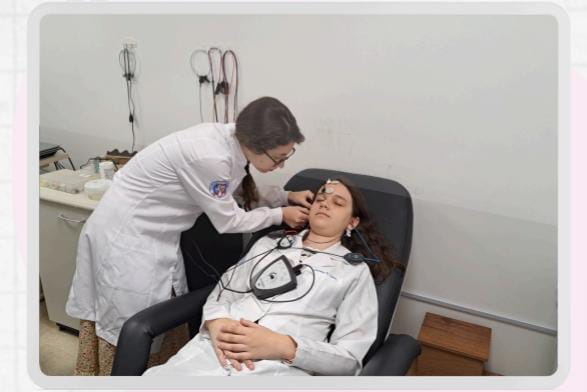
Realização do procedimento do PEATE

Dois eletrodos são posicionados na testa do paciente, outros dois ficam junto as mastoides direita e esquerda. Dentro das orelhas são fixados os fones de inserção, os que emitem os estímulos sonoros.
Indivíduos submetidos a este exame, precisam estar em condições adequadas para fazê-lo. Isto porque, qualquer movimento, ruído, ou mesmo não permissão da colocação dos eletrodos e fones, impossibilitam a captação de uma resposta de qualidade.
Sendo assim, recém-nascidos e crianças devem realizar o procedimento dormindo, em sono natural ou sob sedação, nos casos dos pacientes em que não se é possível a captação de respostas dormindo espontaneamente.  
Crianças maiores, adultos e idosos podem estar em estado de alerta, desde que, em repouso absoluto, e deitados para que não haja tampouco, interferência muscular. 

## Importância da realização do PEATE para o desenvolvimento infantil
Em 2 de agosto de 2010, foi sancionada a  Lei n.º 12.303, denominada Lei do Teste da Orelhinha, que dispõe sobre a obrigatoriedade de realização do teste da orelhinha em todos os hospitais e maternidades, públicos ou particulares.
A obrigatoriedade deste teste tem por finalidade a identificação o mais precocemente possível da deficiência auditiva nos neonatos e lactentes. Consiste no teste e reteste, com medidas fisiológicas e eletrofisiológicas da audição (PEATE), com o objetivo de encaminhá-los para diagnóstico dessa deficiência, e intervenções adequadas à criança e sua família.
Esta intervenção tente a minimizar as consequências de desenvolvimento de linguagem, cognitivas e sociais.